# Liste der Präsidenten der Republik China
Die folgende Liste der Präsidenten der Republik China führt die Staatspräsidenten der Republik China von 1912 bis 1948 auf.

## Staatsoberhäupter der Republik China (Periode der Kriegsherren, 1912 bis 1928)
| Präsident      | Beginn            | Ende              | Fraktion        | Kommentar                                                                              |
| -------------- | ----------------- | ----------------- | --------------- | -------------------------------------------------------------------------------------- |
| Sun Yat-sen    | 1. Januar 1912    | 1. April 1912     |                 | provisorisch                                                                           |
| Yuan Shikai    | 10. März 1912     | 6. Juni 318481    | Beiyang-Armee   | provisorisch bis zum 10. Oktober 1913; Kaiser vom 1. Januar 1916 bis zum 22. März 1916 |
| Li Yuanhong    | 7. Juni 1916      | 17. Juli 1917     |                 | geschäftsführend bis zum 1. August 1916                                                |
| Feng Guozhhang | 7. Juli 1917      | 10. Oktober 1918  | Zhili-Clique    | geschäftsführend bis zum 1. August 1917                                                |
| Xu Shichang    | 10. Oktober 1918  | 2. Juni 1922      |                 |                                                                                        |
| Zhou Ziqi      | 2. Juni 1922      | 11. Juni 1922     |                 | geschäftsführend                                                                       |
| Li Yuanhong    | 11. Juni 1922     | 13. Juni 1923     |                 | geschäftsführend bis zum 1. August 1922                                                |
| Gao Lingwei    | 13. Juni 1923     | 10. Oktober 1923  |                 | geschäftsführend                                                                       |
| Cao Kun        | 10. Oktober 1923  | 2. November 1924  | Zhili-Clique    |                                                                                        |
| Huang Fu       | 2. November 1924  | 24. November 1924 | Kuomintang      | geschäftsführend                                                                       |
| Duan Qirui     | 24. November 1924 | 20. April 1926    | Anhui-Clique    | provisorischer Chef der Exekutive                                                      |
| Hu Weide       | 20. April 1926    | 13. Mai 1926      |                 | geschäftsführend                                                                       |
| Yan Huiqing    | 13. Mai 1926      | 22. Juni 1926     |                 | geschäftsführend                                                                       |
| Du Xigui       | 22. Juni 1926     | 1. Oktober 1926   | Zhili-Clique    | geschäftsführend                                                                       |
| Gu Weijun      | 1. Oktober 1926   | 18. Juni 1927     | Kuomintang      | geschäftsführend                                                                       |
| Zhang Zuolin   | 18. Juni 1927     | 2. Juni 1928      | Fengtian-Clique | Generalissimus der Militärregierung                                                    |

## Staatsoberhäupter der Republik China (Nationalregierung 1921 bis 1950, Gegenregierung bis 1928)
| Präsident       | Beginn             | Ende               | Fraktion   | Kommentar                                                                |
| --------------- | ------------------ | ------------------ | ---------- | ------------------------------------------------------------------------ |
| Sun Yat-sen     | 5. Mai 1921        | 12. März 1925      | Kuomintang | Generalissimus der Nationalregierung                                     |
| Hu Hanmin       | 12. März 1925      | 1. Juli 1925       | Kuomintang | Generalissimus der Nationalregierung                                     |
| Wang Jingwei    | 1. Juli 1925       | 15. April 1926     | Kuomintang | Vorsitzender der Nationalregierung                                       |
| Tan Yankei      | 16. April 1926     | 29. März 1927      | Kuomintang | Vorsitzender der Nationalregierung                                       |
| Wang Jingwei    | 20. März 1927      | 13. September 1927 | Kuomintang | Vorsitzender des Ständigen Komitees der Nationalregierung                |
| Tan Yankai      | 17. September 1927 | 10. Oktober 1928   | Kuomintang | Vorsitzender des Ständigen Komitees der Nationalregierung                |
| Chiang Kai-shek | 10. Oktober 1928   | 15. Dezember 1931  | Kuomintang | Vorsitzender der Nationalregierung                                       |
| Lin Sen         | 15. Dezember 1931  | 1. August 1943     | Kuomintang | Vorsitzender der Nationalregierung                                       |
| Chiang Kai-shek | 1. August 1943     | 20. Mai 1948       | Kuomintang | Vorsitzender der Nationalregierung, danach Präsident bis 21. Januar 1949 |

## Staatsoberhäupter der Republik China (Nanjing-Regierung, 1940 bis 1945)
| Präsident    | Beginn            | Ende              | Fraktion   | Kommentar                                            |
| ------------ | ----------------- | ----------------- | ---------- | ---------------------------------------------------- |
| Wang Jingwei | 30. März 1940     | 10. November 1944 | Kuomintang | Vorsitzender der Nationalregierung                   |
| Chen Gongbo  | 20. November 1944 | 10. August 1945   | Kuomintang | Vorsitzender der Nationalregierung, geschäftsführend |